# Jean de Maupeou
Pour les autres membres de la famille, voir Famille de Maupeou.
Jean de Maupeou, baptisé le 20 septembre 1623 à Paris et mort le 2 mai 1677 à Rully, est un prélat français, évêque de Chalon-sur-Saône.

## Biographie
Destiné dès son enfance à la cléricature, il passa sa licence et son doctorat de théologie à la Sorbonne. Parlant avec aisance, il se consacra d'abord à la prédication et y acquit rapidement une réputation honorable.
Le 7 juin 1646, Mazarin qui protégeait sa famille le fit nommer aumônier du jeune roi Louis XIV. Elu doyen de la collégiale royale de Saint-Quentin 3 décembre 1649, il devint ensuite évêque de Chalon-sur-Saône de 1658 à 1677. Il établit un séminaire chez les oratoriens de Chalon. C'est lui qui révoqua la faculté que ses prédécesseurs avaient donné au curé d'Arc-sur-Tille de dire une seconde messe les jours de fêtes et dimanche dans l'église de Brucey et ayant permis le 4 septembre 1673 aux habitants de ce lieu d'ériger des fonts baptismaux en leur église qui dépendait de celle d'Arc-sur-Cure dont elle n'était qu'une chapelle.[pas clair] Quelques prêtres particuliers prirent cette érection pour une érection à titre de cure et s'en firent pourvoir en Cour de Rome.
Un jour de l'année 1669, il visita le village de Verosvres où il confirma une jeune fille de 22 ans, du nom de Marguerite Alacoque et qui le supplia d'ajouter au prénom qu'elle portait déjà celui de la Vierge. Jean de Maupeou y consentit et baptisa ainsi, en quelque sorte, une seconde fois, celle qui devait devenir un jour Sainte Marguerite-Marie.